# Juan Matute
Pour les articles homonymes, voir Matute (homonymie).
Juan Matute Azpitarte (né le 16 janvier 1951 à Bilbao) est un cavalier espagne de dressage.
Il est le père des cavaliers de dressage Juan et Paula Matute Guimón.

## Carrière
Juan Matute participe trois fois aux Jeux olympiques.
Aux Jeux olympiques d'été de 1988 à Séoul, il est 44e de l'épreuve individuelle.
Aux Jeux olympiques d'été de 1992 à Barcelone, il est 43e de l'épreuve individuelle.
Aux Jeux olympiques d'été de 1996 à Atlanta, il est 48e de l'épreuve individuelle et termine septième de l'épreuve par équipes.
Il est sixième du Championnat d'Europe en 1995 à Luxembourg.
Juan Matute Azpitarte est six fois champion d'Espagne (1985, 1986, 1989, 1991, 1992, 2007).
Juan Matute Azpitarte est nommé le 1er mars 2022 directeur technique du plan de modernisation pour les mineurs espagnols en dressage.